# Bruno (Kardinal)
Bruno, auch als Nemo, Benno, Bennon, Bennone und Brunone benannt, († 1092 oder kurz danach) war ein deutscher Kardinal.
Er wurde am 14. März 1058 von Papst Stephan IX. zum Kardinalpriester von Santa Sabina ernannt. Da 1088 ein Nachfolger als Kardinalpriester von Santa Sabina ernannt wurde, hat er wohl den Titel verloren oder ist zurückgetreten. Er schloss sich 1092 dem Gegenpapst Gregor VIII. an und starb kurz darauf, ohne zum legitimen Papst zurückgekehrt zu sein.